# Alsunga
Alsunga (deutsch: Alswangen, Alschwangen, Kurisch: alšu vanga = „Erlenlichtung“) ist ein Ort im Westen Lettlands. Alsunga liegt im Siedlungsraum der Suiti.

## Geschichte
Durch Ausgrabungen ist belegt, dass der Ort bereits im 10. Jahrhundert von Kuren besiedelt war. Der Ortsname ist erstmals 1231 in einem Friedensvertrag schriftlich belegt. 1372 wurde vom Deutschen Orden die Burg Alswangen angelegt. 1567 ließ der Gutsherr Friedrich von Kanitz eine Schule und Kirche errichten. Nach 1623 wurde Alschwangen wegen des Übertritts des Gutsherren zum Zentrum des Katholizismus im ansonsten lutherischen Kurland.
Die Gemeinde fungierte von 2009 bis 2021 als Bezirk Alsunga (Alsungas novads), der anschließend im Bezirk Kuldīga aufging.

## Sehenswürdigkeiten
- Katholische Kirche St. Michael, 1623 geweiht, mit einem Altarbild, das den Patron der Kirche darstellt und einer Orgel von 1893 aus der Werkstatt von Friedrich Weißenborn in Jēkabpils.[1]
- Schloss Alswangen, Burg des Livländischen Ordens, erbaut 1373

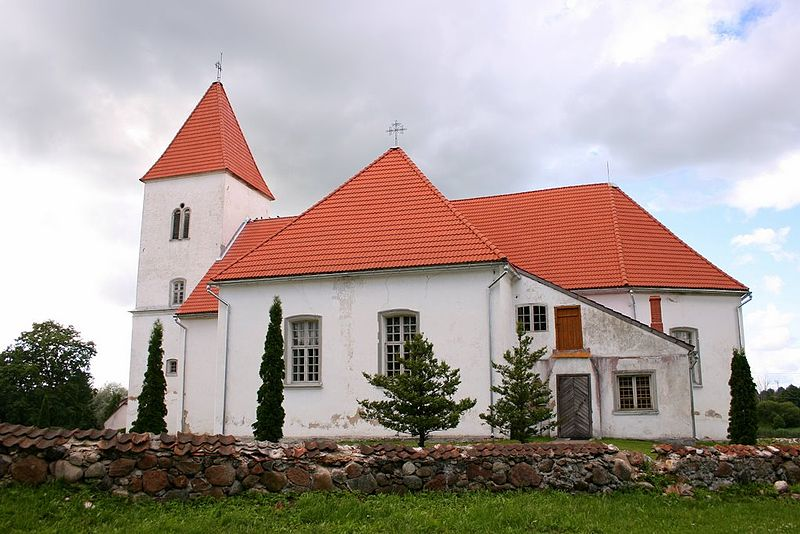
St.-Michael-Kirche in Alsunga
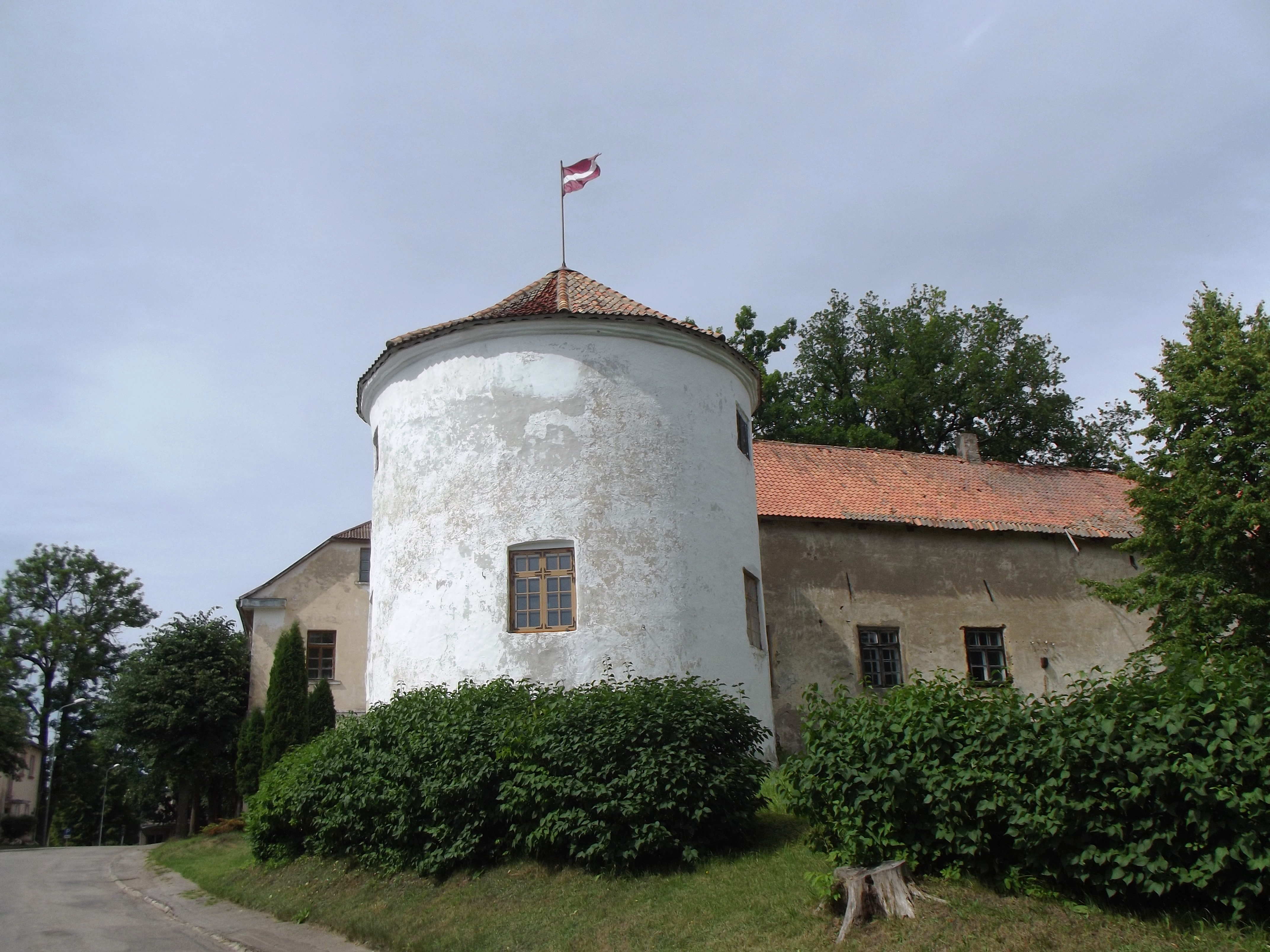
Schloss Alswangen

## Persönlichkeiten
- Julijans Vaivods, lettischer Kardinal, war von 1933 bis 1936 Propst in Alsunga.